# Le roi danse
Pour plus de détails, voir Fiche technique et Distribution.
Le roi danse est un film du cinéaste belge Gérard Corbiau sorti en 2000.

## Synopsis

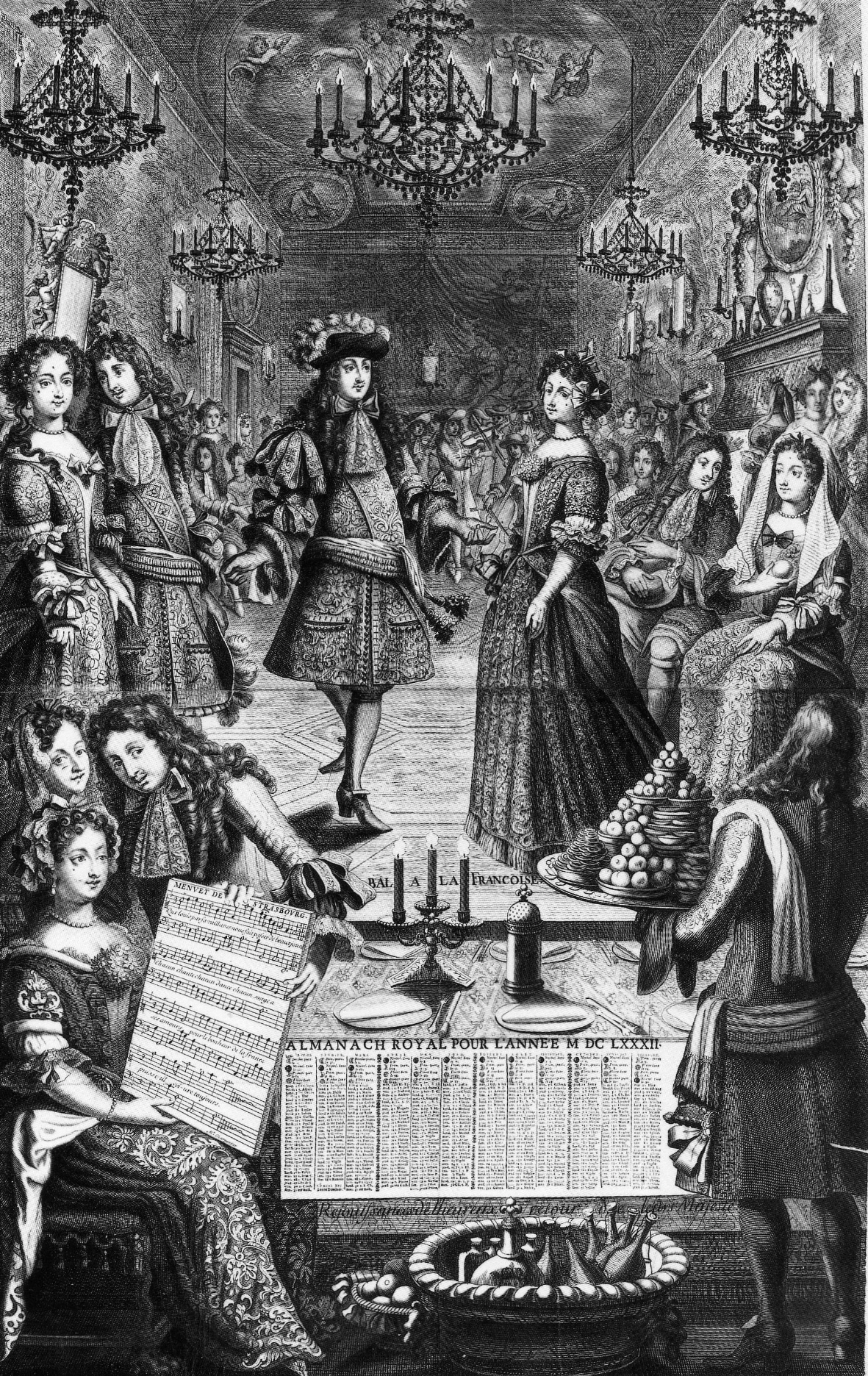
Gravure d'un bal donné par Louis XIV en 1682.

Le film retrace la rencontre entre le roi de France Louis XIV, le talentueux Lully et l'ingénieux Molière. 
Louis XIV a une passion pour la danse et c'est Lully qui va la mettre en musique. Lully né à Florence, vient à la cour grâce au duc de Guise qui veut un professeur d'italien pour la princesse de Montpensier. La rencontre de ce jeune fougueux latin avec l'incandescent Roi à peine mûr, promet de grandes réalisations. En effet, c'est en 1653 que Lully devient compositeur à la cour et ses ballets servent à merveille la politique du Roi, dont le point d'orgue de cette entente parfaite sera la « Danse du Soleil », mis au centre de l'univers et entouré par toutes les planètes, représentation symbolique des ministres et des courtisans et du rôle qu'ils devront désormais jouer à la cour.
Or Monsieur (Philippe d'Orléans, frère du roi) s'est entiché d'un meneur de troupe : Molière (Jean-Baptiste Poquelin). L'excellence ne pouvant régner que dans une seule maison, Monsieur l'apprenant à ses dépens, doit céder Molière et sa troupe au Roi, qui en fait la Comédie-Française en opposition aux Italiens de la commedia dell'arte.
Un trio se forme alors, l'un danse, l'autre compose et le dernier joue. Ils sont les pièces maîtresses des divertissements de cour : Le Roi rayonne, sublimé par les notes magiques et vibrantes de Lully, puis Molière triomphe de l'hypocrisie et de la monotonie par ses pièces de théâtre et son jeu d'acteur acerbe.
Cette parfaite harmonie vole soudain en éclats, lorsque le Roi découvre qu'il perd de sa souplesse et de son agilité et que malgré les aménagements musicaux de Lully, il ne parvient plus à reproduire un assemblé (pas de danse combinant entre autres des sauts) ou même une arabesque avec la même divine légèreté qu'auparavant. Une certaine lourdeur s'est subitement emparée de ses membres qui le cloue au sol à son grand désarroi. Lui qui avait su donner l'illusion de pouvoir voler sur les notes printanières de Lully, est contraint de renoncer à son art de prédilection.
Louis XIV, trop perfectionniste et orgueilleux, ne peut souffrir d'offrir à ses courtisans l'image altérée d'un astre déclinant. Il refuse dorénavant de se produire et renonce définitivement à la danse, malgré les supplications de Lully, qui malheureux et impuissant face à la possibilité de perdre ses fonctions et privilèges, se voit aussi vouer à la tristesse et à la désolation en la perte de l'intimité du Roi, objet de sa dévotion amoureuse.
Désireux cependant de continuer à rire et bien qu'avançant en âge, Louis XIV qui ne peut plus danser, ordonne désormais que Lully et Molière travaillent de concert à son divertissement ; ils montent ensemble des comédies-ballets avec l'aimable contribution de Corneille. Commence alors une prise de pouvoir progressive de Lully sur Molière après neuf ans de collaboration qui verront éclore neuf pièces et pour lesquelles Lully obtiendra du monarque repentant, l'exclusivité des droits d'auteurs. Cependant que Molière reste l'artiste le plus adulé par le Roi, Lully jaloux et furieux, cherche à le faire discréditer aux yeux de tous, dénonçant le caractère burlesque de ce qu'il nomme des « bouffonneries » et dont il refuse à présent de servir les pitreries avec d'honorables compositions musicales. Les « singeries grotesques » de Molière sur scène, lui sont désormais une humiliation et une abomination incompatible avec sa passion qu'est l'art majeur de la création d'oeuvres lyriques. Lully souhaite être l'unique vecteur « élévateur d'âmes en perdition », pour la plus grande gloire du Roi Soleil et voulant ainsi travailler à la grandeur de la monarchie de droit divin, dont l'unique représentant légal n'est autre pour lui, que Louis XIV.
Le film montre les débuts ainsi que les tribulations de trois âmes vouées à la perfection de leurs arts et dont l'achèvement tragique suspend le spectateur entre nostalgie et désirs d'accomplissements. Dans ce trio magnifique, magique et tragique, la corruption de l'âme par l'ambition de cour, vient pervertir des relations humaines préétablies et régies par des codes sociaux ancestraux d'une morale infranchissable. C'est dans le déclin d'une fin de règne laborieuse et fautes de soins médicaux appropriés, que s'achève ce récit palpitant, autant partisan que partial, livré par un personnage vieillissant : Jean-Baptiste Lully.
Précisions historiques : Lully meurt à l'âge de 54 ans des suites d'un accident avec sa canne, celle-là même lui servant à battre la mesure : elle lui transperça le pied, la gangrène qui s'empara de son membre inférieur fut à l'origine de la septicémie qui l'emporta – danseur, il avait refusé l'amputation qui eût pu le sauver.
Jean-Baptiste Poquelin, dit Molière, laisse à la postérité entre autres, la pièce Les Précieuses ridicules qui le rendit célèbre, alors que Lully tomba peu à peu dans l'oubli collectif. Molière demeure dans l'inconscient national, une figure incontournable du règne de Louis XIV. Il meurt le 17 février 1673, après la quatrième représentation du Malade imaginaire pour lequel il interprétait le rôle d'Argan. Le Roi ordonna des funérailles, contrairement aux usages de l'époque qui voulaient que les comédiens ne fussent pas inhumés dans les sacrements de l'Église.

## Fiche technique
- Titre : Le roi danse
- Réalisation : Gérard Corbiau
- Scénario : Ève de Castro, Gérard Corbiau, Andrée Corbiau, Didier Decoin, d'après l'œuvre de Philippe Beaussant
- Photographie : Gérard Simon
- Costumes : Olivier Bériot
- Décors : Hubert Pouille
- Son : Dominique Dalmasso et Henri Morelle
- Montage : Ludo Troch et Philippe Ravoet
- Musique : Reinhard Goebel
- Chorégraphie : Béatrice Massin assistée de Jean-Marc Piquemal
- Conseiller musical : Daniel Lipnik
- Producteur : Dominique Janne
- Pays de production :  France et  Belgique
- Langue : français
- Genres : historique, musical
- Durée : 108 minutes
- Date de sortie : 6 décembre 2000

## Distribution
- Benoît Magimel : Louis XIV
- David Berring : Louis XIV danseur adulte
- Emil Tarding : Louis XIV à 14 ans
- Pascale Poulain : Louis XIV danseur jeune
- Boris Terral : Jean-Baptiste Lully
- Stéphane Imbert : Lully doublure danseur
- Tchéky Karyo : Molière
- Cécile Bois : Madeleine, l'épouse de Lully
- Colette Emmanuelle : Anne d'Autriche
- Johan Leysen : Robert Cambert
- Claire Keim : Julie
- Idwig Stéphane : le Prince de Conti
- Jacques François : Jean de Cambefort
- Caroline Veyt : Armande Béjart
- Ingrid Rouif : Madame de Montespan
- Pierre Gérald : Jean-Baptiste Boësset
- Serge Feuillard : Jules Mazarin
- Michel Alexandre : Louis Le Vau
- Pierre Devilder : un médecin du roi
- Vincent Grass : l'archevêque de Paris
- Jean-Louis Sbille : un spectateur
- Bernd Schneider : La Thorillière
- Andreas Beckmann : Du Parc
- Stefan Gugoll : L'Espy
- Michael Kleiner : Michel Baron
- Mario Radeses : Charles du Fresne

## Accueil

### Accueil critique
En France, Le roi danse récolte une moyenne de 3,1/5 sur le site AlloCiné pour 18 titres de presse recensés.

## Distinctions

### Nominations
- 26e cérémonie des César :
  - César du meilleur espoir masculin (Boris Terral)
  - César du meilleur son
  - César des meilleurs costumes